# Королева Элинор
«Королева Элинор» (англ. Queen Eleanor's Confession; Child 156, Roud 74) — английская народная баллада. В 1685 году была опубликована в бродсайде (лубочном листке) с характерным пространным заголовком, дважды перепечатывалась, также была издана Робертом Марчбэнком в Ньюкасле. В конце XVIII — начале XIX века бытующие в устном исполнении версии баллады записали такие собиратели фольклора как Уильям Мазеруэлл, Питер Бьюкен и Джордж Ритчи Кинлох. Фрэнсис Джеймс Чайлд в своём собрании приводит шесть её вариантов.

## Сюжет
Королева Элинор находится при смерти, и просит короля Генриха привести исповедников из её родной Франции. Однако король берёт с собой близкого соратника, графа Маршала, и предлагает исповедать королеву самим. Маршал опасается, что если обман раскроется, король его повесит, но тот клянётся своим скипетром и своим мечом, что Маршал не будет казнён. Они входят в покои королевы в чёрных плащах, под видом церковников. Та начинает свою исповедь, из которой выясняется, что свою невинность она отдала графу Маршалу, семь лет носит при себе яд для супруга, отравила его любовницу Розамунду, а из двух своих детей любит лишь того, отец которого — её любовник. Король снимает плащ, приводя королеву в ужас, и говорит своему спутнику, что тот верно был бы казнён, если бы не королевская клятва.
Поскольку почти во всех вариантах баллады фигурируют одни и те же имена, её героев связывают с английским королём Генрихом II, его женой Алиенорой Аквитанской и Уильямом Маршалом, хотя её сюжет определённо вымышленный. Джордж Пил (1558—1597) положил подобную историю в основу своей драматической хроники «Эдуард I», героями в которой являются Эдуард I и его супруга Элеонора Кастильская, которую вместе с Эдуардом исповедует его брат Эдмунд.

## Русский перевод
В России фрагмент баллады в подстрочном переводе впервые был напечатан в 1839 году в анонимной заметке «Самородные рифмачи и народные баллады в Англии» в журнале «Библиотека для чтения» (т. 33, VII, с. 39—52), позже балладу полностью перевёл Ф. Миллер, опубликовав её в журнале «Русский вестник» в 1857 году (XI, кн.2, с. 411—413) под названием «Исповедь королевы Элеоноры». Перевод С. Я. Маршака был впервые опубликован в журнале «Молодая гвардия» (№ 6 за 1938 год).